# Copa Diego Armando Maradona
La Copa de la Liga Profesional de Fútbol Argentino 2020, altresì conosciuta come Copa de la Liga Profesional 2020 e ribattezzata ufficialmente, dal 25 novembre 2020, Copa Diego Armando Maradona, è stata una coppa nazionale calcistica argentina, nonché primo torneo ufficiale organizzato dalla neonata Liga Profesional de Fútbol Argentino, organo interno all'AFA, che ha soppiantato la sciolta Superliga Argentina de Fútbol.
È stata programmata come conseguenza alla cancellazione della Copa de la Superliga 2020 a causa della pandemia di COVID-19.

## Formula
A questa competizione prendono parte le 24 squadre della Primera División.
Il sorteggio, avvenuto il 16 ottobre ad Ezeiza, ha previsto la suddivisione delle squadre in quattro urne differenti: la prima, composta dai club con il maggior numero di campionati vinti, fra cui figurano le cosiddette cinque grandi del calcio argentino; la seconda, dal resto dei club aventi sede nella Grande Buenos Aires; la terza, dalle squadre indirettamente affiliate all'AFA; infine, la quarta, dalle squadre della provincia di Santa Fe e della città di La Plata. In ciascuna urna, le squadre sono state accoppiate tra di loro, per un totale di tre coppie per urna, di modo che, una volta estratto una dei due club appartenenti alla coppia, l'altro passasse automaticamente alla zona successiva. Sia questo metodo che la successiva turnazione delle partite sono state così strutturate per evitare il sovraccarico dell'area di Buenos Aires con troppe gare casalinghe contemporanee.
| 1ª urna                                                                                    | 2ª urna                                                                          | 3ª urna                                                                                   | 4ª urna                                                                                  |
| ------------------------------------------------------------------------------------------ | -------------------------------------------------------------------------------- | ----------------------------------------------------------------------------------------- | ---------------------------------------------------------------------------------------- |
| - Boca Juniors - Independiente - Racing Club - River Plate - San Lorenzo - Vélez Sarsfield | - Argentinos Juniors - Arsenal - Banfield - Defensa y Justicia - Huracán - Lanús | - Aldosivi - Atlético Tucumán - Central Córdoba (SdE) - Godoy Cruz - Patronato - Talleres | - Colón - Estudiantes - Gimnasia y Esgrima - Newell's Old Boys - Rosario Central - Unión |

I sorteggi per la Fase Campeón e per la Fase Complementación si svolgeranno il 7 dicembre 2020 ad Ezeiza. Le urne sono suddivise per posizione di arrivo nella Fase Clasificación; per ciascuna delle due fasi, i dodici club qualificati verranno raggruppati in due gironi, contenenti ciascuno di essi tre squadre da ciascuna delle due urne. Inoltre, non sarà possibile raggruppare due squadre che si sono già affrontate nel medesimo girone nella fase antecedente.
| 1ª urna - 1ª classificata | 2ª urna - 2ª classificata |
| --- | --- |
| - Atlético Tucumán (Zona 1) - Colón (Zona 2) - River Plate (Zona 3) - Boca Juniors (Zona 4) - San Lorenzo (Zona 5) - Huracán (Zona 6) | - Arsenal (Zona 1) - Independiente (Zona 2) - Banfield (Zona 3) - Talleres (Zona 4) - Argentinos Juniors (Zona 5) - Gimnasia y Esgrima (Zona 6) |

| 1ª urna - 3ª classificata | 2ª urna - 4ª classificata |
| --- | --- |
| - Unión (Zona 1) - Central Córdoba (SdE) (Zona 2) - Rosario Central (Zona 3) - Newell's Old Boys (Zona 4) - Aldosivi (Zona 5) - Vélez Sarsfield (Zona 6) | - Racing Club (Zona 1) - Defensa y Justicia (Zona 2) - Godoy Cruz (Zona 3) - Lanús (Zona 4) - Estudiantes (Zona 5) - Patronato (Zona 6) |

### Struttura del torneo
- Fase Clasificación: le 24 squadre vengono sorteggiate e suddivise in sei zone, composte ciascuna da quattro squadre, che si sfidano tra di loro con il metodo del girone all'italiana. Le prime due di ciascun girone si qualificano alla Fase Campeón, le restanti alla Fase Complementación.
- Fase Campeón: le dodici squadre qualificate vengono suddivise in due gironi da sei squadre ciascuno, che si sfidano tra di loro con il metodo del girone semplice all'italiana. Le due squadre che terminano al primo posto si scontrano in campo neutro per l'assegnazione del titolo, che garantisce la qualificazione alla Copa Libertadores 2021.
- Fase Complementación: le restanti dodici squadre vengono suddivise in due gironi da sei squadre ciascuno, che si sfidano tra di loro con il metodo del girone semplice all'italiana. Le due squadre che terminano al primo posto si scontrano in campo neutro. La vincitrice sfiderà infine, in campo neutro, la finalista perdente della finale della Fase Campeón per ottenere la qualificazione alla Copa Sudamericana 2022.

## Squadre partecipanti
| Squadra                 | Città                 | Stadio                              | Stagione precedente     |
| ----------------------- | --------------------- | ----------------------------------- | ----------------------- |
| Aldosivi                | Mar del Plata         | Stadio José María Minella           | 22° in Primera División |
| Argentinos Juniors      | Buenos Aires          | Diego Armando Maradona              | 5° in Primera División  |
| Arsenal                 | Sarandí               | Julio Humberto Grondona             | 11° in Primera División |
| Atlético Tucumán        | San Miguel de Tucumán | Monumental José Fierro              | 15° in Primera División |
| Banfield                | Banfield              | Florencio Sola                      | 17° in Primera División |
| Boca Juniors            | Buenos Aires          | Alberto José Armando                | 1° in Primera División  |
| Central Córdoba         | Santiago del Estero   | Alfredo Terrera                     | 18° in Primera División |
| Colón                   | Santa Fe              | Brigadier General Estanislao López  | 23° in Primera División |
| Defensa y Justicia      | Florencio Varela      | Norberto Tomaghello                 | 6° in Primera División  |
| Estudiantes de La Plata | La Plata              | Jorge Luis Hirschi                  | 13° in Primera División |
| Gimnasia y Esgrima      | La Plata              | Juan Carmelo Zerillo                | 19 in Primera División  |
| Godoy Cruz              | Mendoza               | Malvinas Argentinas                 | 24° in Primera División |
| Huracán                 | Buenos Aires          | Tomás Adolfo Ducó                   | 21° in Primera División |
| Independiente           | Avellaneda            | Libertadores de América             | 14° in Primera División |
| Lanús                   | Lanús                 | Ciudad de Lanús – Néstor Díaz Pérez | 7° in Primera División  |
| Newell's Old Boys       | Rosario               | Marcelo Bielsa                      | 10° in Primera División |
| Patronato               | Paraná                | Presbítero Bartolomé Grella         | 20° in Primera División |
| Racing Club             | Avellaneda            | Juan Domingo Perón                  | 4° in Primera División  |
| River Plate             | Buenos Aires          | [ 9 ] [ n 1 ] [ n 2 ]               | 2° in Primera División  |
| Rosario Central         | Rosario               | Dr. Lisandro de la Torre            | 9° in Primera División  |
| San Lorenzo             | Buenos Aires          | Pedro Bidegain                      | 8° in Primera División  |
| Talleres                | Córdoba               | Mario Alberto Kempes                | 12° in Primera División |
| Unión                   | Santa Fe              | 15 de Abril                         | 16° in Primera División |
| Vélez Sarsfield         | Buenos Aires          | José Amalfitani                     | 3° in Primera División  |

1. ↑  Utilizzato lo stadio Libertadores de América per le gare contro Banfield, Rosario Central, Godoy Cruz, Argentinos Juniors e Arsenal.
2. ↑  Utilizzato lo stadio Florencio Sola per la gara contro Independiente.

## Allenatori e primatisti
Aggiornati al 15 gennaio 2021.
| Squadra                 | Allenatore                                                                                    | Giocatore più presente (tra parentesi il numero delle presenze) | Capocannoniere (tra parentesi il numero dei gol segnati)                    |
| ----------------------- | --------------------------------------------------------------------------------------------- | --------------------------------------------------------------- | --------------------------------------------------------------------------- |
| Aldosivi                | Ángel Guillermo Hoyos (1ª-10ª) Favio Fernández (ad interim) (11ª)                             |                                                                 | Federico Andrada, Rodrigo Contreras, Francisco Grahl, Emanuel Iñiguez (2)   |
| Argentinos Juniors      | Diego Dabove                                                                                  |                                                                 | Gabriel Ávalos (2)                                                          |
| Arsenal                 | Sergio Rondina                                                                                |                                                                 | Jhonatan Candia (4)                                                         |
| Atlético Tucumán        | Ricardo Zielinski                                                                             |                                                                 | Matías Alustiza, Leonardo Heredia, Lucas Melano (3)                         |
| Banfield                | Javier Sanguinetti                                                                            |                                                                 | Agustín Fontana, Giuliano Galoppo (5)                                       |
| Boca Juniors            | Miguel Ángel Russo                                                                            |                                                                 | Ramón Ábila (6)                                                             |
| Central Córdoba         | Alfredo Berti (1ª-6ª) Alexis Ferrero e Sebastián Scolari (ad interim) (7ª-11ª)                |                                                                 | Abel Argañaraz, Claudio Riaño, Santiago Rosales, Cristian Vega (2)          |
| Colón                   | Eduardo Domínguez                                                                             |                                                                 | Luis Miguel Rodríguez (6)                                                   |
| Defensa y Justicia      | Hernán Crespo                                                                                 |                                                                 | Miguel Merentiel (5)                                                        |
| Estudiantes de La Plata | Leandro Desábato (1ª-8ª) Pablo Quatrocchi (ad interim) (9ª-11ª)                               |                                                                 | Martín Cauteruccio, Leandro Nicolás Díaz, Lucas Rodríguez, Diego García (1) |
| Gimnasia y Esgrima      | Diego Armando Maradona (1ª-4ª) Leandro Martini e Mariano Messera (ad interim) (5ª-11ª)        |                                                                 | Eric Ramírez (3)                                                            |
| Godoy Cruz              | Diego Martínez (1ª-9ª) Daniel Oldrá (ad interim) (10ª-11ª)                                    |                                                                 | Tomás Badaloni, Martín Ojeda (2)                                            |
| Huracán                 | Israel Damonte                                                                                |                                                                 | Andrés Chávez (4)                                                           |
| Independiente           | Lucas Pusineri(1ª-10ª) Fernando Berón (ad interim) (11ª)                                      |                                                                 | Alan Velasco (5)                                                            |
| Lanús                   | Luis Zubeldía                                                                                 |                                                                 | Franco Orozco, Nicolás Orsini, José Sand (3)                                |
| Newell's Old Boys       | Frank Darío Kudelka                                                                           |                                                                 | Sebastián Palacios (5)                                                      |
| Patronato               | Gustavo Álvarez (1ª-7ª) Gabriel Reinaldo Graciani (ad interim) (8ª-9ª) Iván Delfino (10ª-11ª) |                                                                 | Junior Arias (2)                                                            |
| Racing Club             | Sebastián Beccacece                                                                           |                                                                 | Lorenzo Melgarejo (4)                                                       |
| River Plate             | Marcelo Gallardo                                                                              |                                                                 | Nicolás De La Cruz (3)                                                      |
| Rosario Central         | Cristian González                                                                             |                                                                 | Emiliano Vecchio (5)                                                        |
| San Lorenzo             | Mariano Soso                                                                                  |                                                                 | Ángel Rodrigo Romero (4)                                                    |
| Talleres                | Alexander Medina                                                                              |                                                                 | Tomás Pochettino (2)                                                        |
| Unión                   | Juan Manuel Azconzábal                                                                        |                                                                 | Juan Manuel García (4)                                                      |
| Vélez Sarsfield         | Mauricio Pellegrino                                                                           |                                                                 | Cristian Tarragona (4)                                                      |

## Fase Clasificación
Ogni zona sarà composta da quattro squadre, che si sfideranno secondo il criterio del girone all'italiana. In caso di arrivo di due o più squadre a pari punti, secondo l'articolo 2.1 del regolamento, la graduatoria verrà stilata in base ai seguenti criteri: (a) differenza reti generale; (b) reti realizzate in generale; (c) differenza reti negli scontri diretti; (d) reti realizzate negli scontri diretti.

### Zona 1

#### Classifica
| Pos. | Squadra         | Pt | G | V | N | P | GF | GS | DR  |
| ---- | --------------- | -- | - | - | - | - | -- | -- | --- |
| 1.   | Atl. Tucumán    | 18 | 6 | 6 | 0 | 0 | 19 | 8  | +11 |
| 2.   | Arsenal Sarandí | 7  | 6 | 2 | 1 | 3 | 8  | 8  | 0   |
| 2.   | Unión (SF)      | 7  | 6 | 2 | 1 | 3 | 9  | 11 | -2  |
| 4.   | Racing Club     | 3  | 6 | 1 | 0 | 5 | 2  | 11 | -9  |

#### Risultati
| Santa Fe 1º novembre 2020, ore 14:00 UTC-3 1ª giornata | Unión (SF) | 0 – 0 | Arsenal Sarandí | Stadio 15 de Abril |

| Avellaneda 1º novembre 2020, ore 16:15 UTC-3 1ª giornata                                             | Racing Club | 1 – 4                                                 | Atl. Tucumán | Stadio Juan Domingo Perón |
| \| \| \| \| \| Martínez 73’ \| Marcatori \| 5’ Carrera 22’ Ruiz Rodríguez 65’ Acosta 79’ Isa Luna \| |             |                                                       |              |                           |
| |             |                                                       |              |                           |
| Martínez 73’                                                                                         | Marcatori   | 5’ Carrera 22’ Ruiz Rodríguez 65’ Acosta 79’ Isa Luna |              |                           |

| Sarandí 8 novembre 2020, ore 11:00 UTC-3 2ª giornata                         | Arsenal Sarandí | 1 – 2                        | Atl. Tucumán | Stadio Julio Humberto Grondona |
| \| \| \| \| \| Carabajal 57’ \| Marcatori \| 8’ Risso Patrón 90+1’ Melano \| |                 |                              |              |                                |
|                                                                              |                 |                              |              |                                |
| Carabajal 57’                                                                | Marcatori       | 8’ Risso Patrón 90+1’ Melano |              |                                |

| Santa Fe 8 novembre 2020, ore 18:45 UTC-3 2ª giornata       | Unión (SF) | 2 – 0 | Racing Club | Stadio 15 de Abril |
| \| \| \| \| \| Márquez 4’ Luna Diale 69’ \| Marcatori \| \| |            |       |             |                    |
|                                                             |            |       |             |                    |
| Márquez 4’ Luna Diale 69’                                   | Marcatori  |       |             |                    |

| San Miguel de Tucumán 13 novembre 2020, ore 21:15 UTC-3 3ª giornata                          | Atl. Tucumán | 3 – 1                | Unión (SF) | Stadio Monumental José Fierro |
| \| \| \| \| \| Heredia 49’ Toledo 50’ Alustiza 90+3’ \| Marcatori \| 60’ (rig.) Carabajal \| |              |                      |            |                               |
|                                                                                              |              |                      |            |                               |
| Heredia 49’ Toledo 50’ Alustiza 90+3’                                                        | Marcatori    | 60’ (rig.) Carabajal |            |                               |

| Avellaneda 14 novembre 2020, ore 18:45 UTC-3 3ª giornata   | Racing Club | 0 – 2                    | Arsenal Sarandí | Stadio Juan Domingo Perón |
| \| \| \| \| \| \| Marcatori \| 4’ Albertengo 37’ Candia \| |             |                          |                 |                           |
|                                                            |             |                          |                 |                           |
|                                                            | Marcatori   | 4’ Albertengo 37’ Candia |                 |                           |

| San Miguel de Tucumán 19 novembre 2020, ore 21:15 UTC-3 4ª giornata | Atl. Tucumán | 2 – 0 | Racing Club | Stadio Monumental José Fierro |
| \| \| \| \| \| Melano 35’ Heredia 69’ \| Marcatori \| \|            |              |       |             |                               |
|                                                                     |              |       |             |                               |
| Melano 35’ Heredia 69’                                              | Marcatori    |       |             |                               |

| Sarandí 20 novembre 2020, ore 17:10 UTC-3 4ª giornata                                        | Arsenal Sarandí | 2 – 3                             | Unión (SF) | Stadio Julio Humberto Grondona |
| \| \| \| \| \| Candia 36’ Carabajal 79’ \| Marcatori \| 42’, 71’ García 55’ (aut.) Candia \| |                 |                                   |            |                                |
|                                                                                              |                 |                                   |            |                                |
| Candia 36’ Carabajal 79’                                                                     | Marcatori       | 42’, 71’ García 55’ (aut.) Candia |            |                                |

| Avellaneda 28 novembre 2020, ore 17:10 UTC-3 5ª giornata | Racing Club | 1 – 0 | Unión (SF) | Stadio Juan Domingo Perón |
| \| \| \| \| \| Alcaraz 40’ \| Marcatori \| \|            |             |       |            |                           |
|                                                          |             |       |            |                           |
| Alcaraz 40’                                              | Marcatori   |       |            |                           |

| San Miguel de Tucumán 30 novembre 2020, ore 19:20 UTC-3 5ª giornata                                      | Atl. Tucumán | 3 – 2                           | Arsenal Sarandí | Stadio Monumental José Fierro |
| \| \| \| \| \| Alustiza 79’ (rig.), 90+3’ Ortiz 90+2’ \| Marcatori \| 61’ Albertengo 88’ (rig.) Necul \| |              |                                 |                 |                               |
| |              |                                 |                 |                               |
| Alustiza 79’ (rig.), 90+3’ Ortiz 90+2’                                                                   | Marcatori    | 61’ Albertengo 88’ (rig.) Necul |                 |                               |

| Sarandí 5 dicembre 2020, ore 17:10 UTC-3 6ª giornata | Arsenal Sarandí | 1 – 0 | Racing Club | Stadio Julio Humberto Grondona |
| \| \| \| \| \| Ruiz 41’ (rig.) \| Marcatori \| \|    |                 |       |             |                                |
|                                                      |                 |       |             |                                |
| Ruiz 41’ (rig.)                                      | Marcatori       |       |             |                                |

| Santa Fe 5 dicembre 2020, ore 17:10 UTC-3 6ª giornata                                                                        | Unión (SF) | 3 – 5                                                      | Atl. Tucumán | Stadio 15 de Abril |
| \| \| \| \| \| Troyansky 33’, 77’ García 90+3’ \| Marcatori \| 18’ (rig.), 25’ Lotti 53’ Melano 82’ Isa Luna 90+4’ Acosta \| |            |                                                            |              |                    |
| |            |                                                            |              |                    |
| Troyansky 33’, 77’ García 90+3’                                                                                              | Marcatori  | 18’ (rig.), 25’ Lotti 53’ Melano 82’ Isa Luna 90+4’ Acosta |              |                    |

### Zona 2

#### Classifica
| Pos. | Squadra               | Pt | G | V | N | P | GF | GS | DR |
| ---- | --------------------- | -- | - | - | - | - | -- | -- | -- |
| 1.   | Colón (SF)            | 13 | 6 | 4 | 1 | 1 | 11 | 3  | +8 |
| 2.   | Independiente         | 12 | 6 | 3 | 3 | 0 | 5  | 2  | +3 |
| 3.   | Central Córdoba (SdE) | 5  | 6 | 1 | 2 | 3 | 5  | 9  | -4 |
| 4.   | Defensa y Justicia    | 2  | 6 | 0 | 2 | 4 | 4  | 11 | -7 |

#### Risultati
| Florencio Varela 1º novembre 2020, ore 11:00 UTC-3 1ª giornata           | Defensa y Justicia | 0 – 3                                  | Colón (SF) | Stadio Norberto Tomaghello |
| \| \| \| \| \| \| Marcatori \| 11’ Lértora 79’ Rodríguez 84’ Bernardi \| |                    |                                        |            |                            |
|                                                                          |                    |                                        |            |                            |
|                                                                          | Marcatori          | 11’ Lértora 79’ Rodríguez 84’ Bernardi |            |                            |

| Santiago del Estero 1º novembre 2020, ore 18:45 UTC-3 1ª giornata | Central Córdoba (SdE) | 0 – 1           | Independiente | Stadio Alfredo Terrera |
| \| \| \| \| \| \| Marcatori \| 7’ (aut.) Riaño \|                 |                       |                 |               |                        |
|                                                                   |                       |                 |               |                        |
|                                                                   | Marcatori             | 7’ (aut.) Riaño |               |                        |

| Avellaneda 9 novembre 2020, ore 17:00 UTC-3 2ª giornata    | Independiente | 1 – 1      | Colón (SF) | Stadio Libertadores de América |
| \| \| \| \| \| Rodríguez 89’ \| Marcatori \| 13’ Morelo \| |               |            |            |                                |
|                                                            |               |            |            |                                |
| Rodríguez 89’                                              | Marcatori     | 13’ Morelo |            |                                |

| Santiago del Estero 9 novembre 2020, ore 21:30 UTC-3 2ª giornata          | Central Córdoba (SdE) | 2 – 2                | Defensa y Justicia | Stadio Alfredo Terrera |
| \| \| \| \| \| Vieyra 4’ Vega 27’ \| Marcatori \| 1’ Romero 9’ Benítez \| |                       |                      |                    |                        |
|                                                                           |                       |                      |                    |                        |
| Vieyra 4’ Vega 27’                                                        | Marcatori             | 1’ Romero 9’ Benítez |                    |                        |

| Florencio Varela 15 novembre 2020, ore 18:45 UTC-3 3ª giornata | Defensa y Justicia | 0 – 0 | Independiente | Stadio Norberto Tomaghello |

| Santa Fe 16 novembre 2020, ore 21:15 UTC-3 3ª giornata      | Colón (SF) | 2 – 0 | Central Córdoba (SdE) | Stadio Brigadier General Estanislao López |
| \| \| \| \| \| Bernardi 6’ Rodríguez 82’ \| Marcatori \| \| |            |       |                       |                                           |
|                                                             |            |       |                       |                                           |
| Bernardi 6’ Rodríguez 82’                                   | Marcatori  |       |                       |                                           |

| Santa Fe 21 novembre 2020, ore 17:10 UTC-3 4ª giornata    | Colón (SF) | 2 – 0 | Defensa y Justicia | Stadio Brigadier General Estanislao López |
| \| \| \| \| \| Bernardi 34’ Farías 88’ \| Marcatori \| \| |            |       |                    |                                           |
|                                                           |            |       |                    |                                           |
| Bernardi 34’ Farías 88’                                   | Marcatori  |       |                    |                                           |

| Avellaneda 21 novembre 2020, ore 21:30 UTC-3 4ª giornata | Independiente | 0 – 0 | Central Córdoba (SdE) | Stadio Libertadores de América |

| Santa Fe 28 novembre 2020, ore 19:20 UTC-3 5ª giornata                     | Colón (SF) | 1 – 2                    | Independiente | Stadio Brigadier General Estanislao López |
| \| \| \| \| \| Fernández 90+3’ \| Marcatori \| 74’ Menéndez 88’ Velasco \| |            |                          |               |                                           |
|                                                                            |            |                          |               |                                           |
| Fernández 90+3’                                                            | Marcatori  | 74’ Menéndez 88’ Velasco |               |                                           |

| Florencio Varela 29 novembre 2020, ore 17:10 UTC-3 5ª giornata                                    | Defensa y Justicia | 2 – 3                                 | Central Córdoba (SdE) | Stadio Norberto Tomaghello |
| \| \| \| \| \| Merentiel 31’ Paredes 82’ \| Marcatori \| 10’ Argañaraz 22’ Riaño 90+1’ Rosales \| |                    |                                       |                       |                            |
|                                                                                                   |                    |                                       |                       |                            |
| Merentiel 31’ Paredes 82’                                                                         | Marcatori          | 10’ Argañaraz 22’ Riaño 90+1’ Rosales |                       |                            |

| Santiago del Estero 4 dicembre 2020, ore 19:20 UTC-3 6ª giornata  | Central Córdoba (SdE) | 0 – 2                           | Colón (SF) | Stadio Alfredo Terrera |
| \| \| \| \| \| \| Marcatori \| 17’ (rig.) Rodríguez 81’ Farías \| |                       |                                 |            |                        |
|                                                                   |                       |                                 |            |                        |
|                                                                   | Marcatori             | 17’ (rig.) Rodríguez 81’ Farías |            |                        |

| Avellaneda 6 dicembre 2020, ore 19:10 UTC-3 6ª giornata | Independiente | 1 – 0 | Defensa y Justicia | Stadio Libertadores de América |
| \| \| \| \| \| Soñora 3’ \| Marcatori \| \|             |               |       |                    |                                |
|                                                         |               |       |                    |                                |
| Soñora 3’                                               | Marcatori     |       |                    |                                |

### Zona 3

#### Classifica
| Pos. | Squadra         | Pt | G | V | N | P | GF | GS | DR |
| ---- | --------------- | -- | - | - | - | - | -- | -- | -- |
| 1.   | River Plate     | 15 | 6 | 5 | 0 | 1 | 11 | 5  | +6 |
| 2.   | Banfield        | 11 | 6 | 3 | 2 | 1 | 9  | 6  | +3 |
| 3.   | Rosario Central | 7  | 6 | 2 | 1 | 3 | 7  | 10 | -3 |
| 4.   | Godoy Cruz      | 1  | 6 | 0 | 1 | 5 | 2  | 8  | -6 |

#### Risultati
| Avellaneda 3 novembre 2020, ore 21:00 UTC-3 1ª giornata                                     | River Plate | 1 – 3                                     | Banfield | Stadio Libertadores de América |
| \| \| \| \| \| Santos Borré 6’ \| Marcatori \| 18’ Fontana 37’ Galoppo 61’ (aut.) Pinola \| |             |                                           |          |                                |
|                                                                                             |             |                                           |          |                                |
| Santos Borré 6’                                                                             | Marcatori   | 18’ Fontana 37’ Galoppo 61’ (aut.) Pinola |          |                                |

| Rosario 2 novembre 2020, ore 21:15 UTC-3 1ª giornata                | Rosario Central | 2 – 1          | Godoy Cruz | Stadio Dr. Lisandro de la Torre |
| \| \| \| \| \| Ojeda 4’ Gamba 84’ \| Marcatori \| 66’ Hugo Silva \| |                 |                |            |                                 |
|                                                                     |                 |                |            |                                 |
| Ojeda 4’ Gamba 84’                                                  | Marcatori       | 66’ Hugo Silva |            |                                 |

| Banfield 7 novembre 2020, ore 16:00 UTC-3 2ª giornata | Banfield  | 1 – 0 | Godoy Cruz | Stadio Florencio Sola |
| \| \| \| \| \| Cuero 57’ \| Marcatori \| \|           |           |       |            |                       |
|                                                       |           |       |            |                       |
| Cuero 57’                                             | Marcatori |       |            |                       |

| Avellaneda 7 novembre 2020, ore 21:15 UTC-3 2ª giornata                          | River Plate | 2 – 1                | Rosario Central | Stadio Libertadores de América |
| \| \| \| \| \| De La Cruz 21’ Pratto 76’ \| Marcatori \| 90+4’ (rig.) Vecchio \| |             |                      |                 |                                |
|                                                                                  |             |                      |                 |                                |
| De La Cruz 21’ Pratto 76’                                                        | Marcatori   | 90+4’ (rig.) Vecchio |                 |                                |

| Rosario 13 novembre 2020, ore 19:00 UTC-3 3ª giornata                                                        | Rosario Central | 2 – 4                                            | Banfield | Stadio Dr. Lisandro de la Torre |
| \| \| \| \| \| Vecchio 24’ Rinaudo 90+2’ \| Marcatori \| 27’ Fontana 43’ Bordagaray 65’ Galoppo 77’ Cuero \| |                 |                                                  |          |                                 |
| |                 |                                                  |          |                                 |
| Vecchio 24’ Rinaudo 90+2’                                                                                    | Marcatori       | 27’ Fontana 43’ Bordagaray 65’ Galoppo 77’ Cuero |          |                                 |

| Mendoza 14 novembre 2020, ore 21:15 UTC-3 3ª giornata | Godoy Cruz | 0 – 1       | River Plate | Stadio Malvinas Argentinas |
| \| \| \| \| \| \| Marcatori \| 75’ Girotti \|         |            |             |             |                            |
|                                                       |            |             |             |                            |
|                                                       | Marcatori  | 75’ Girotti |             |                            |

| Banfield 20 novembre 2020, ore 21:30 UTC-3 4ª giornata    | Banfield  | 0 – 2                   | River Plate | Stadio Florencio Sola |
| \| \| \| \| \| \| Marcatori \| 61’ Fernández 78’ Rojas \| |           |                         |             |                       |
|                                                           |           |                         |             |                       |
|                                                           | Marcatori | 61’ Fernández 78’ Rojas |             |                       |

| Mendoza 23 novembre 2020, ore 19:00 UTC-3 4ª giornata | Godoy Cruz | 0 – 1         | Rosario Central | Stadio Malvinas Argentinas |
| \| \| \| \| \| \| Marcatori \| 13’ Novaretti \|       |            |               |                 |                            |
|                                                       |            |               |                 |                            |
|                                                       | Marcatori  | 13’ Novaretti |                 |                            |

| Mendoza 28 novembre 2020, ore 21:30 UTC-3 5ª giornata | Godoy Cruz | 0 – 0 | Banfield | Stadio Malvinas Argentinas |

| Rosario 28 novembre 2020, ore 21:30 UTC-3 5ª giornata          | Rosario Central | 0 – 2                        | River Plate | Stadio Dr. Lisandro de la Torre |
| \| \| \| \| \| \| Marcatori \| 9’ Rojas 55’ (aut.) Martínez \| |                 |                              |             |                                 |
|                                                                |                 |                              |             |                                 |
|                                                                | Marcatori       | 9’ Rojas 55’ (aut.) Martínez |             |                                 |

| Banfield 4 dicembre 2020, ore 21:30 UTC-3 6ª giornata            | Banfield  | 1 – 1              | Rosario Central | Stadio Florencio Sola |
| \| \| \| \| \| Álvarez 21’ \| Marcatori \| 28’ (rig.) Vecchio \| |           |                    |                 |                       |
|                                                                  |           |                    |                 |                       |
| Álvarez 21’                                                      | Marcatori | 28’ (rig.) Vecchio |                 |                       |

| Avellaneda 5 dicembre 2020, ore 21:30 UTC-3 6ª giornata                           | River Plate | 3 – 1        | Godoy Cruz | Stadio Libertadores de América |
| \| \| \| \| \| Zuculini 7’ Álvarez 33’ Pratto 70’ \| Marcatori \| 53’ Badaloni \| |             |              |            |                                |
|                                                                                   |             |              |            |                                |
| Zuculini 7’ Álvarez 33’ Pratto 70’                                                | Marcatori   | 53’ Badaloni |            |                                |

### Zona 4

#### Classifica
| Pos. | Squadra           | Pt | G | V | N | P | GF | GS | DR |
| ---- | ----------------- | -- | - | - | - | - | -- | -- | -- |
| 1.   | Boca Juniors      | 10 | 6 | 3 | 1 | 2 | 7  | 4  | +3 |
| 2.   | Talleres (C)      | 9  | 6 | 2 | 3 | 1 | 6  | 4  | +2 |
| 3.   | Newell's Old Boys | 7  | 6 | 2 | 1 | 3 | 9  | 11 | -2 |
| 4.   | Lanús             | 7  | 6 | 2 | 1 | 3 | 8  | 11 | -3 |

#### Risultati
| Córdoba 30 ottobre 2020, ore 21:15 UTC-3 1ª giornata                                 | Talleres (C) | 3 – 1      | Newell's Old Boys | Stadio Mario Alberto Kempes |
| \| \| \| \| \| Tenaglia 52’ Pochettino 77’ Valoyes 84’ \| Marcatori \| 76’ Scocco \| |              |            |                   |                             |
|                                                                                      |              |            |                   |                             |
| Tenaglia 52’ Pochettino 77’ Valoyes 84’                                              | Marcatori    | 76’ Scocco |                   |                             |

| Lanús 31 ottobre 2020, ore 21:15 UTC-3 1ª giornata             | Lanús     | 1 – 2               | Boca Juniors | Stadio Ciudad de Lanús-Néstor Díaz Pérez |
| \| \| \| \| \| Sand 24’ \| Marcatori \| 18’ Tévez 56’ Ábila \| |           |                     |              |                                          |
|                                                                |           |                     |              |                                          |
| Sand 24’                                                       | Marcatori | 18’ Tévez 56’ Ábila |              |                                          |

| Rosario 8 novembre 2020, ore 21:15 UTC-3 2ª giornata  | Newell's Old Boys | 0 – 2               | Boca Juniors | Stadio Marcelo Bielsa |
| \| \| \| \| \| \| Marcatori \| 40’ Tévez 76’ López \| |                   |                     |              |                       |
|                                                       |                   |                     |              |                       |
|                                                       | Marcatori         | 40’ Tévez 76’ López |              |                       |

| Córdoba 9 novembre 2020, ore 19:15 UTC-3 2ª giornata      | Talleres (C) | 1 – 1      | Lanús | Stadio Mario Alberto Kempes |
| \| \| \| \| \| Auzqui 90+2’ \| Marcatori \| 38’ Orozco \| |              |            |       |                             |
|                                                           |              |            |       |                             |
| Auzqui 90+2’                                              | Marcatori    | 38’ Orozco |       |                             |

| Lanús 14 novembre 2020, ore 16:15 UTC-3 3ª giornata                                                       | Lanús     | 2 – 4                                                   | Newell's Old Boys | Stadio Ciudad de Lanús-Néstor Díaz Pérez |
| \| \| \| \| \| Sand 72’, 90+4’ \| Marcatori \| 23’ Fontanini 54’ Palacios 67’ Gentiletti 73’ Rodríguez \| |           |                                                         |                   |                                          |
| |           |                                                         |                   |                                          |
| Sand 72’, 90+4’                                                                                           | Marcatori | 23’ Fontanini 54’ Palacios 67’ Gentiletti 73’ Rodríguez |                   |                                          |

| Buenos Aires 15 novembre 2020, ore 21:15 UTC-3 3ª giornata | Boca Juniors | 0 – 1      | Talleres (C) | Stadio Alberto José Armando |
| \| \| \| \| \| \| Marcatori \| 87’ Soñora \|               |              |            |              |                             |
|                                                            |              |            |              |                             |
|                                                            | Marcatori    | 87’ Soñora |              |                             |

| Buenos Aires 20 novembre 2020, ore 19:20 UTC-3 4ª giornata  | Boca Juniors | 1 – 2           | Lanús | Stadio Alberto José Armando |
| \| \| \| \| \| Ábila 85’ \| Marcatori \| 27’, 44’ Orsini \| |              |                 |       |                             |
|                                                             |              |                 |       |                             |
| Ábila 85’                                                   | Marcatori    | 27’, 44’ Orsini |       |                             |

| Rosario 23 novembre 2020, ore 21:15 UTC-3 4ª giornata         | Newell's Old Boys | 1 – 1          | Talleres (C) | Stadio Marcelo Bielsa |
| \| \| \| \| \| Rodríguez 4’ \| Marcatori \| 71’ Pochettino \| |                   |                |              |                       |
|                                                               |                   |                |              |                       |
| Rodríguez 4’                                                  | Marcatori         | 71’ Pochettino |              |                       |

| Buenos Aires 29 novembre 2020, ore 19:20 UTC-3 5ª giornata | Boca Juniors | 2 – 0 | Newell's Old Boys | Stadio Alberto José Armando |
| \| \| \| \| \| Cardona 11’, 19’ \| Marcatori \| \|         |              |       |                   |                             |
|                                                            |              |       |                   |                             |
| Cardona 11’, 19’                                           | Marcatori    |       |                   |                             |

| Lanús 29 novembre 2020, ore 21:30 UTC-3 5ª giornata | Lanús     | 1 – 0 | Talleres (C) | Stadio Ciudad de Lanús-Néstor Díaz Pérez |
| \| \| \| \| \| Orsini 90+1’ \| Marcatori \| \|      |           |       |              |                                          |
|                                                     |           |       |              |                                          |
| Orsini 90+1’                                        | Marcatori |       |              |                                          |

| Córdoba 6 dicembre 2020, ore 21:30 UTC-3 6ª giornata | Talleres (C) | 0 – 0 | Boca Juniors | Stadio Mario Alberto Kempes |

| Rosario 6 dicembre 2020, ore 21:30 UTC-3 6ª giornata                         | Newell's Old Boys | 3 – 1      | Lanús | Stadio Marcelo Bielsa |
| \| \| \| \| \| Palacios 25’, 90+1’ Formica 89’ \| Marcatori \| 17’ Orozco \| |                   |            |       |                       |
|                                                                              |                   |            |       |                       |
| Palacios 25’, 90+1’ Formica 89’                                              | Marcatori         | 17’ Orozco |       |                       |

### Zona 5

#### Classifica
| Pos. | Squadra            | Pt | G | V | N | P | GF | GS | DR |
| ---- | ------------------ | -- | - | - | - | - | -- | -- | -- |
| 1.   | San Lorenzo        | 12 | 6 | 3 | 3 | 0 | 8  | 1  | +7 |
| 2.   | Argentinos Juniors | 10 | 6 | 3 | 1 | 2 | 6  | 4  | +2 |
| 3.   | Aldosivi           | 8  | 6 | 2 | 2 | 2 | 4  | 8  | -4 |
| 4.   | Estudiantes (LP)   | 2  | 6 | 0 | 2 | 4 | 0  | 5  | -5 |

#### Risultati
| Mar del Plata 31 ottobre 2020, ore 14:00 UTC-3 1ª giornata | Aldosivi | 0 – 0 | Estudiantes (LP) | Stadio José María Minella |

| Buenos Aires 31 ottobre 2020, ore 18:45 UTC-3 1ª giornata | Argentinos Juniors | 0 – 0 | San Lorenzo | Stadio Diego Armando Maradona |

| Buenos Aires 6 novembre 2020, ore 21:15 UTC-3 2ª giornata | Argentinos Juniors | 0 – 1       | Aldosivi | Stadio Diego Armando Maradona |
| \| \| \| \| \| \| Marcatori \| 77’ Andrada \|             |                    |             |          |                               |
|                                                           |                    |             |          |                               |
|                                                           | Marcatori          | 77’ Andrada |          |                               |

| Buenos Aires 7 novembre 2020, ore 18:30 UTC-3 2ª giornata         | San Lorenzo | 2 – 0 | Estudiantes (LP) | Stadio Pedro Bidegain |
| \| \| \| \| \| Peralta Bauer 33’ Á. Romero 68’ \| Marcatori \| \| |             |       |                  |                       |
|                                                                   |             |       |                  |                       |
| Peralta Bauer 33’ Á. Romero 68’                                   | Marcatori   |       |                  |                       |

| Mar del Plata 14 novembre 2020, ore 14:00 UTC-3 3ª giornata                                     | Aldosivi  | 1 – 4                                             | San Lorenzo | Stadio José María Minella |
| \| \| \| \| \| Iñiguez 50’ \| Marcatori \| 17’ Gattoni 23’ Piatti 29’ Peralta Bauer 48’ Díaz \| |           |                                                   |             |                           |
|                                                                                                 |           |                                                   |             |                           |
| Iñiguez 50’                                                                                     | Marcatori | 17’ Gattoni 23’ Piatti 29’ Peralta Bauer 48’ Díaz |             |                           |

| La Plata 15 novembre 2020, ore 16:15 UTC-3 3ª giornata | Estudiantes (LP) | 0 – 1         | Argentinos Juniors | Stadio Jorge Luis Hirschi |
| \| \| \| \| \| \| Marcatori \| 71’ Batallini \|        |                  |               |                    |                           |
|                                                        |                  |               |                    |                           |
|                                                        | Marcatori        | 71’ Batallini |                    |                           |

| La Plata 22 novembre 2020, ore 17:10 UTC-3 4ª giornata | Estudiantes (LP) | 0 – 1         | Aldosivi | Stadio Jorge Luis Hirschi |
| \| \| \| \| \| \| Marcatori \| 45+1’ Iñiguez \|        |                  |               |          |                           |
|                                                        |                  |               |          |                           |
|                                                        | Marcatori        | 45+1’ Iñiguez |          |                           |

| Buenos Aires 22 novembre 2020, ore 21:30 UTC-3 4ª giornata    | San Lorenzo | 2 – 0 | Argentinos Juniors | Stadio Pedro Bidegain |
| \| \| \| \| \| Ó. Romero 44’ Á. Romero 55’ \| Marcatori \| \| |             |       |                    |                       |
|                                                               |             |       |                    |                       |
| Ó. Romero 44’ Á. Romero 55’                                   | Marcatori   |       |                    |                       |

| Mar del Plata 30 novembre 2020, ore 17:10 UTC-3 5ª giornata                                | Aldosivi  | 1 – 4                                   | Argentinos Juniors | Stadio José María Minella |
| \| \| \| \| \| Grahl 66’ (rig.) \| Marcatori \| 32’, 64’ Ávalos 45’ Silva 90+4’ Pucheta \| |           |                                         |                    |                           |
|                                                                                            |           |                                         |                    |                           |
| Grahl 66’ (rig.)                                                                           | Marcatori | 32’, 64’ Ávalos 45’ Silva 90+4’ Pucheta |                    |                           |

| La Plata 30 novembre 2020, ore 21:30 UTC-3 5ª giornata | Estudiantes (LP) | 0 – 0 | San Lorenzo | Stadio Jorge Luis Hirschi |

| Buenos Aires 7 dicembre 2020, ore 19:10 UTC-3 6ª giornata | San Lorenzo | 0 – 0 | Aldosivi | Stadio Pedro Bidegain |

| Buenos Aires 7 dicembre 2020, ore 19:10 UTC-3 6ª giornata | Argentinos Juniors | 1 – 0 | Estudiantes (LP) | Stadio Diego Armando Maradona |
| \| \| \| \| \| Gómez 7’ \| Marcatori \| \|                |                    |       |                  |                               |
|                                                           |                    |       |                  |                               |
| Gómez 7’                                                  | Marcatori          |       |                  |                               |

### Zona 6

#### Classifica
| Pos. | Squadra         | Pt | G | V | N | P | GF | GS | DR |
| ---- | --------------- | -- | - | - | - | - | -- | -- | -- |
| 1.   | Huracán         | 11 | 6 | 3 | 2 | 1 | 8  | 6  | +2 |
| 2.   | Gimnasia (LP)   | 9  | 6 | 2 | 3 | 1 | 8  | 5  | +3 |
| 3.   | Vélez Sarsfield | 9  | 6 | 2 | 3 | 1 | 6  | 5  | +1 |
| 4.   | Patronato       | 2  | 6 | 0 | 2 | 4 | 1  | 7  | -6 |

#### Risultati
| La Plata 30 ottobre 2020, ore 19:00 UTC-3 1ª giornata                     | Gimnasia (LP) | 3 – 0 | Patronato | Stadio Juan Carmelo Zerillo |
| \| \| \| \| \| Carbonero 41’ Coronel 56’ Ramírez 90+2’ \| Marcatori \| \| |               |       |           |                             |
|                                                                           |               |       |           |                             |
| Carbonero 41’ Coronel 56’ Ramírez 90+2’                                   | Marcatori     |       |           |                             |

| Buenos Aires 31 ottobre 2020, ore 16:15 UTC-3 1ª giornata | Vélez Sarsfield | 1 – 1       | Huracán | Stadio José Amalfitani |
| \| \| \| \| \| Álvarez 55’ \| Marcatori \| 36’ Briasco \| |                 |             |         |                        |
|                                                           |                 |             |         |                        |
| Álvarez 55’                                               | Marcatori       | 36’ Briasco |         |                        |

| Paraná 6 novembre 2020, ore 19:00 UTC-3 2ª giornata                  | Patronato | 1 – 2                    | Huracán | Stadio Presbítero Bartolomé Grella |
| \| \| \| \| \| Arias 70’ \| Marcatori \| 32’ Chávez 63’ Cristaldo \| |           |                          |         |                                    |
|                                                                      |           |                          |         |                                    |
| Arias 70’                                                            | Marcatori | 32’ Chávez 63’ Cristaldo |         |                                    |

| La Plata 8 novembre 2020, ore 16:15 UTC-3 2ª giornata                                    | Gimnasia (LP) | 2 – 2                  | Vélez Sarsfield | Stadio Juan Carmelo Zerillo |
| \| \| \| \| \| García 55’ (rig.) Carbonero 68’ \| Marcatori \| 4’ Almada 90’ Orellano \| |               |                        |                 |                             |
|                                                                                          |               |                        |                 |                             |
| García 55’ (rig.) Carbonero 68’                                                          | Marcatori     | 4’ Almada 90’ Orellano |                 |                             |

| Buenos Aires 15 novembre 2020, ore 14:00 UTC-3 3ª giornata                                | Huracán   | 3 – 2                | Gimnasia (LP) | Stadio Tomás Adolfo Ducó |
| \| \| \| \| \| Arregui 38’ Chávez 60’ Cordero 81’ \| Marcatori \| 5’ Ayala 68’ Ramírez \| |           |                      |               |                          |
|                                                                                           |           |                      |               |                          |
| Arregui 38’ Chávez 60’ Cordero 81’                                                        | Marcatori | 5’ Ayala 68’ Ramírez |               |                          |

| Buenos Aires 16 novembre 2020, ore 19:00 UTC-3 3ª giornata | Vélez Sarsfield | 1 – 0 | Patronato | Stadio José Amalfitani |
| \| \| \| \| \| Almada 50’ (rig.) \| Marcatori \| \|        |                 |       |           |                        |
|                                                            |                 |       |           |                        |
| Almada 50’ (rig.)                                          | Marcatori       |       |           |                        |

| Buenos Aires 21 novembre 2020, ore 19:20 UTC-3 4ª giornata             | Huracán   | 1 – 2                    | Vélez Sarsfield | Stadio Tomás Adolfo Ducó |
| \| \| \| \| \| Briasco 41’ \| Marcatori \| 27’ Janson 45’ Tarragona \| |           |                          |                 |                          |
|                                                                        |           |                          |                 |                          |
| Briasco 41’                                                            | Marcatori | 27’ Janson 45’ Tarragona |                 |                          |

| Paraná 22 novembre 2020, ore 19:20 UTC-3 4ª giornata | Patronato | 0 – 0 | Gimnasia (LP) | Stadio Presbítero Bartolomé Grella |

| Buenos Aires 28 novembre 2020, ore 19:20 UTC-3 5ª giornata | Vélez Sarsfield | 0 – 1       | Gimnasia (LP) | Stadio José Amalfitani |
| \| \| \| \| \| \| Marcatori \| 22’ Coronel \|              |                 |             |               |                        |
|                                                            |                 |             |               |                        |
|                                                            | Marcatori       | 22’ Coronel |               |                        |

| Buenos Aires 29 novembre 2020, ore 21:30 UTC-3 5ª giornata | Huracán   | 1 – 0 | Patronato | Stadio Tomás Adolfo Ducó |
| \| \| \| \| \| Garro 9’ \| Marcatori \| \|                 |           |       |           |                          |
|                                                            |           |       |           |                          |
| Garro 9’                                                   | Marcatori |       |           |                          |

| La Plata 5 dicembre 2020, ore 19:20 UTC-3 6ª giornata | Gimnasia (LP) | 0 – 0 | Huracán | Stadio Juan Carmelo Zerillo |

| Paraná 5 dicembre 2020, ore 19:20 UTC-3 6ª giornata | Patronato | 0 – 0 | Vélez Sarsfield | Stadio Presbítero Bartolomé Grella |

## Fase Campeón
Ogni gruppo è composto da tre squadre che si sono posizionate al primo posto nella Fase Clasificación e tre classificatesi seconde. Le partite si disputano secondo il criterio del girone semplice all'italiana, ossia con gare di sola andata; le squadre prime classificate nelle rispettive zone disputeranno ciascuna tre partite casalinghe. In caso di arrivo di due o più squadre a pari punti, secondo l'articolo 2.2 del regolamento, la graduatoria verrà stilata in base ai seguenti criteri: (a) differenza reti generale; (b) reti realizzate in generale; (c) differenza reti negli scontri diretti; (d) reti realizzate negli scontri diretti.
La finale della Fase Campeón si disputerà in campo neutro tra le due squadre prime classificate di ciascun gruppo; se permarrà la parità al termine dei minuti regolamentari, si procederà ai calci di rigore per determinare la vincitrice della competizione, che avrà diritto alla qualificazione alla Copa Libertadores 2021.

### Gruppo A

#### Classifica
| Pos. | Squadra            | Pt | G | V | N | P | GF | GS | DR |
| ---- | ------------------ | -- | - | - | - | - | -- | -- | -- |
| 1.   | Boca Juniors       | 9  | 5 | 2 | 3 | 0 | 10 | 6  | +4 |
| 2.   | River Plate        | 8  | 5 | 2 | 2 | 1 | 8  | 7  | +1 |
| 3.   | Argentinos Juniors | 8  | 5 | 2 | 2 | 1 | 5  | 5  | 0  |
| 4.   | Arsenal Sarandí    | 7  | 5 | 2 | 1 | 2 | 7  | 7  | 0  |
| 5.   | Independiente      | 6  | 5 | 2 | 0 | 3 | 10 | 9  | +1 |
| 6.   | Huracán            | 3  | 5 | 1 | 0 | 4 | 4  | 10 | -6 |

#### Risultati
| Buenos Aires 12 dicembre 2020, ore 19:20 UTC-3 1ª giornata | Boca Juniors | 1 – 1    | Arsenal Sarandí | Stadio Alberto José Armando |
| \| \| \| \| \| González 30’ \| Marcatori \| 90’ Pons \|    |              |          |                 |                             |
|                                                            |              |          |                 |                             |
| González 30’                                               | Marcatori    | 90’ Pons |                 |                             |

| Avellaneda 13 dicembre 2020, ore 19:20 UTC-3 1ª giornata         | River Plate | 1 – 1       | Argentinos Juniors | Stadio Libertadores de América |
| \| \| \| \| \| Álvarez 27’ (rig.) \| Marcatori \| 66’ Coronel \| |             |             |                    |                                |
|                                                                  |             |             |                    |                                |
| Álvarez 27’ (rig.)                                               | Marcatori   | 66’ Coronel |                    |                                |

| Buenos Aires 13 dicembre 2020, ore 21:30 UTC-3 1ª giornata                                                | Huracán   | 3 – 2                           | Independiente | Stadio Tomás Adolfo Ducó |
| \| \| \| \| \| Costa 45+2’ (aut.) Hezze 68’ Chávez 75’ \| Marcatori \| 6’ (aut.) Navarro 10’ Messiniti \| |           |                                 |               |                          |
| |           |                                 |               |                          |
| Costa 45+2’ (aut.) Hezze 68’ Chávez 75’                                                                   | Marcatori | 6’ (aut.) Navarro 10’ Messiniti |               |                          |

| Sarandí 18 dicembre 2020, ore 21:10 UTC-3 2ª giornata | Arsenal Sarandí | 0 – 1      | Argentinos Juniors | Stadio Julio Humberto Grondona |
| \| \| \| \| \| \| Marcatori \| 44’ Hauche \|          |                 |            |                    |                                |
|                                                       |                 |            |                    |                                |
|                                                       | Marcatori       | 44’ Hauche |                    |                                |

| Avellaneda 20 dicembre 2020, ore 19:20 UTC-3 2ª giornata               | Independiente | 1 – 2                     | Boca Juniors | Stadio Libertadores de América |
| \| \| \| \| \| Romero 20’ \| Marcatori \| 82’ Soldano 90+1’ Cardona \| |               |                           |              |                                |
|                                                                        |               |                           |              |                                |
| Romero 20’                                                             | Marcatori     | 82’ Soldano 90+1’ Cardona |              |                                |

| Buenos Aires 20 dicembre 2020, ore 21:30 UTC-3 2ª giornata                         | Huracán   | 1 – 3                          | River Plate | Stadio Tomás Adolfo Ducó |
| \| \| \| \| \| Chávez 65’ (rig.) \| Marcatori \| 27’ Suárez 34’, 83’ De La Cruz \| |           |                                |             |                          |
|                                                                                    |           |                                |             |                          |
| Chávez 65’ (rig.)                                                                  | Marcatori | 27’ Suárez 34’, 83’ De La Cruz |             |                          |

| Buenos Aires 27 dicembre 2020, ore 19:20 UTC-3 3ª giornata  | Boca Juniors | 3 – 0 | Huracán | Stadio Alberto José Armando |
| \| \| \| \| \| Ábila 25’, 45’ Obando 89’ \| Marcatori \| \| |              |       |         |                             |
|                                                             |              |       |         |                             |
| Ábila 25’, 45’ Obando 89’                                   | Marcatori    |       |         |                             |

| Avellaneda 27 dicembre 2020, ore 21:30 UTC-3 3ª giornata              | River Plate | 2 – 1      | Arsenal Sarandí | Stadio Libertadores de América |
| \| \| \| \| \| Fernández 56’ Suárez 67’ \| Marcatori \| 84’ Candia \| |             |            |                 |                                |
|                                                                       |             |            |                 |                                |
| Fernández 56’ Suárez 67’                                              | Marcatori   | 84’ Candia |                 |                                |

| Buenos Aires 28 dicembre 2020, ore 19:20 UTC-3 3ª giornata | Argentinos Juniors | 0 – 2                    | Independiente | Stadio Diego Armando Maradona |
| \| \| \| \| \| \| Marcatori \| 24’ Menéndez 71’ Velasco \| |                    |                          |               |                               |
|                                                            |                    |                          |               |                               |
|                                                            | Marcatori          | 24’ Menéndez 71’ Velasco |               |                               |

| Buenos Aires 2 gennaio 2021, ore 21:30 UTC-3 4ª giornata                          | Boca Juniors | 2 – 2                        | River Plate | Stadio Alberto José Armando |
| \| \| \| \| \| Ábila 9’ Villa 85’ \| Marcatori \| 73’ Girotti 76’ Santos Borré \| |              |                              |             |                             |
|                                                                                   |              |                              |             |                             |
| Ábila 9’ Villa 85’                                                                | Marcatori    | 73’ Girotti 76’ Santos Borré |             |                             |

| Avellaneda 3 gennaio 2021, ore 17:10 UTC-3 4ª giornata                                                                 | Independiente | 3 – 4                                            | Arsenal Sarandí | Stadio Libertadores de América |
| \| \| \| \| \| Romero 33’ Menéndez 68’ Velasco 83’ \| Marcatori \| 15’ Albertengo 59’ Candia 73’ (rig.), 90+4’ Luna \| |               |                                                  |                 |                                |
| |               |                                                  |                 |                                |
| Romero 33’ Menéndez 68’ Velasco 83’                                                                                    | Marcatori     | 15’ Albertengo 59’ Candia 73’ (rig.), 90+4’ Luna |                 |                                |

| Buenos Aires 5 gennaio 2021, ore 19:20 UTC-3 4ª giornata | Huracán   | 0 – 1      | Argentinos Juniors | Stadio Tomás Adolfo Ducó |
| \| \| \| \| \| \| Marcatori \| 62’ Romero \|             |           |            |                    |                          |
|                                                          |           |            |                    |                          |
|                                                          | Marcatori | 62’ Romero |                    |                          |

| Buenos Aires 9 gennaio 2021, ore 21:30 UTC-3 5ª giornata                | Argentinos Juniors | 2 – 2                | Boca Juniors | Stadio Diego Armando Maradona |
| \| \| \| \| \| Sosa 9’ Vera 87’ \| Marcatori \| 24’ Zárate 60’ Ábila \| |                    |                      |              |                               |
|                                                                         |                    |                      |              |                               |
| Sosa 9’ Vera 87’                                                        | Marcatori          | 24’ Zárate 60’ Ábila |              |                               |

| Buenos Aires 9 gennaio 2021, ore 21:30 UTC-3 5ª giornata | River Plate | 0 – 2            | Independiente | Stadio Florencio Sola |
| \| \| \| \| \| \| Marcatori \| 24’, 40’ Velasco \|       |             |                  |               |                       |
|                                                          |             |                  |               |                       |
|                                                          | Marcatori   | 24’, 40’ Velasco |               |                       |

| Sarandí 10 gennaio 2021, ore 19:20 UTC-3 5ª giornata | Arsenal Sarandí | 1 – 0 | Huracán | Stadio Julio Humberto Grondona |
| \| \| \| \| \| Báez 26’ \| Marcatori \| \|           |                 |       |         |                                |
|                                                      |                 |       |         |                                |
| Báez 26’                                             | Marcatori       |       |         |                                |

### Gruppo B

#### Classifica
| Pos. | Squadra       | Pt | G | V | N | P | GF | GS | DR |
| ---- | ------------- | -- | - | - | - | - | -- | -- | -- |
| 1.   | Banfield      | 12 | 5 | 4 | 0 | 1 | 12 | 6  | +6 |
| 2.   | Talleres (C)  | 11 | 5 | 3 | 2 | 0 | 10 | 6  | +4 |
| 3.   | Gimnasia (LP) | 7  | 5 | 2 | 1 | 2 | 7  | 6  | +1 |
| 4.   | Colón (SF)    | 4  | 5 | 1 | 1 | 3 | 6  | 8  | -2 |
| 5.   | San Lorenzo   | 4  | 5 | 1 | 1 | 3 | 7  | 11 | -4 |
| 6.   | Atl. Tucumán  | 4  | 5 | 1 | 1 | 3 | 3  | 8  | -5 |

#### Risultati
| Santa Fe 12 dicembre 2020, ore 17:10 UTC-3 1ª giornata    | Colón (SF) | 0 – 2                   | Gimnasia (LP) | Stadio Brigadier General Estanislao López |
| \| \| \| \| \| \| Marcatori \| 30’ Weigandt 47’ Contín \| |            |                         |               |                                           |
|                                                           |            |                         |               |                                           |
|                                                           | Marcatori  | 30’ Weigandt 47’ Contín |               |                                           |

| Buenos Aires 12 dicembre 2020, ore 21:30 UTC-3 1ª giornata       | San Lorenzo | 0 – 2                          | Talleres (C) | Stadio Pedro Bidegain |
| \| \| \| \| \| \| Marcatori \| 18’ (aut.) Salazar 52’ Valoyes \| |             |                                |              |                       |
|                                                                  |             |                                |              |                       |
|                                                                  | Marcatori   | 18’ (aut.) Salazar 52’ Valoyes |              |                       |

| San Miguel de Tucumán 14 dicembre 2020, ore 21:30 UTC-3 1ª giornata | Atl. Tucumán | 0 – 2                   | Banfield | Stadio Monumental José Fierro |
| \| \| \| \| \| \| Marcatori \| 14’ Galoppo 36’ Fontana \|           |              |                         |          |                               |
|                                                                     |              |                         |          |                               |
|                                                                     | Marcatori    | 14’ Galoppo 36’ Fontana |          |                               |

| Buenos Aires 19 dicembre 2020, ore 19:20 UTC-3 2ª giornata                            | San Lorenzo | 2 – 2                    | Colón (SF) | Stadio Pedro Bidegain |
| \| \| \| \| \| Pittón 20’ Ó. Romero 90+2’ \| Marcatori \| 71’ Morelo 76’ Rodríguez \| |             |                          |            |                       |
|                                                                                       |             |                          |            |                       |
| Pittón 20’ Ó. Romero 90+2’                                                            | Marcatori   | 71’ Morelo 76’ Rodríguez |            |                       |

| Córdoba 19 dicembre 2020, ore 21:30 UTC-3 2ª giornata          | Talleres (C) | 1 – 1            | Atl. Tucumán | Stadio Mario Alberto Kempes |
| \| \| \| \| \| Retegui 74’ \| Marcatori \| 8’ (rig.) Toledo \| |              |                  |              |                             |
|                                                                |              |                  |              |                             |
| Retegui 74’                                                    | Marcatori    | 8’ (rig.) Toledo |              |                             |

| Buenos Aires 21 dicembre 2020, ore 21:30 UTC-3 2ª giornata           | Banfield  | 2 – 1      | Gimnasia (LP) | Stadio Florencio Sola |
| \| \| \| \| \| Fontana 2’ Dátolo 90+7’ \| Marcatori \| 48’ García \| |           |            |               |                       |
|                                                                      |           |            |               |                       |
| Fontana 2’ Dátolo 90+7’                                              | Marcatori | 48’ García |               |                       |

| Santa Fe 28 dicembre 2020, ore 21:30 UTC-3 3ª giornata                 | Colón (SF) | 1 – 2                  | Banfield | Stadio Brigadier General Estanislao López |
| \| \| \| \| \| Rodríguez 36’ \| Marcatori \| 60’ Galoppo 87’ Asenjo \| |            |                        |          |                                           |
|                                                                        |            |                        |          |                                           |
| Rodríguez 36’                                                          | Marcatori  | 60’ Galoppo 87’ Asenjo |          |                                           |

| La Plata 28 dicembre 2020, ore 21:30 UTC-3 3ª giornata                          | Gimnasia (LP) | 2 – 2                 | Talleres (C) | Stadio Juan Carmelo Zerillo |
| \| \| \| \| \| Morales 49’ Palazzo 79’ \| Marcatori \| 20’ Méndez 84’ Soñora \| |               |                       |              |                             |
|                                                                                 |               |                       |              |                             |
| Morales 49’ Palazzo 79’                                                         | Marcatori     | 20’ Méndez 84’ Soñora |              |                             |

| San Miguel de Tucumán 29 dicembre 2020, ore 21:30 UTC-3 3ª giornata                         | Atl. Tucumán | 1 – 3                                         | San Lorenzo | Stadio Monumental José Fierro |
| \| \| \| \| \| Heredia 50’ \| Marcatori \| 6’ (rig.) Á. Romero 75’ Fernández 88’ Ramírez \| |              |                                               |             |                               |
|                                                                                             |              |                                               |             |                               |
| Heredia 50’                                                                                 | Marcatori    | 6’ (rig.) Á. Romero 75’ Fernández 88’ Ramírez |             |                               |

| Buenos Aires 4 gennaio 2021, ore 19:20 UTC-3 4ª giornata                | San Lorenzo | 1 – 2                   | Gimnasia (LP) | Stadio Pedro Bidegain |
| \| \| \| \| \| Á. Romero 78’ \| Marcatori \| 75’ Ramírez 88’ Barrios \| |             |                         |               |                       |
|                                                                         |             |                         |               |                       |
| Á. Romero 78’                                                           | Marcatori   | 75’ Ramírez 88’ Barrios |               |                       |

| Córdoba 4 gennaio 2021, ore 21:30 UTC-3 4ª giornata                                                          | Talleres (C) | 3 – 2                          | Banfield | Stadio Mario Alberto Kempes |
| \| \| \| \| \| Fragapane 4’ Pochettino 45+5’ Valoyes 90+3’ \| Marcatori \| 26’ Galoppo 88’ (rig.) Álvarez \| |              |                                |          |                             |
| |              |                                |          |                             |
| Fragapane 4’ Pochettino 45+5’ Valoyes 90+3’                                                                  | Marcatori    | 26’ Galoppo 88’ (rig.) Álvarez |          |                             |

| San Miguel de Tucumán 5 gennaio 2021, ore 21:30 UTC-3 4ª giornata | Atl. Tucumán | 0 – 2                      | Colón (SF) | Stadio Monumental José Fierro |
| \| \| \| \| \| \| Marcatori \| 82’ Rodríguez 90+4’ Farías \|      |              |                            |            |                               |
|                                                                   |              |                            |            |                               |
|                                                                   | Marcatori    | 82’ Rodríguez 90+4’ Farías |            |                               |

| Santa Fe 10 gennaio 2021, ore 21:30 UTC-3 5ª giornata                   | Colón (SF) | 1 – 2                    | Talleres (C) | Stadio Brigadier General Estanislao López |
| \| \| \| \| \| Sandoval 58’ \| Marcatori \| 30’ Valoyes 46’ Tenaglia \| |            |                          |              |                                           |
|                                                                         |            |                          |              |                                           |
| Sandoval 58’                                                            | Marcatori  | 30’ Valoyes 46’ Tenaglia |              |                                           |

| Buenos Aires 10 gennaio 2021, ore 21:30 UTC-3 5ª giornata                                         | Banfield  | 4 – 1       | San Lorenzo | Stadio Florencio Sola |
| \| \| \| \| \| Bordagaray 44’ Fontana 59’ Payero 88’ Álvarez 90+1’ \| Marcatori \| 64’ Salazar \| |           |             |             |                       |
|                                                                                                   |           |             |             |                       |
| Bordagaray 44’ Fontana 59’ Payero 88’ Álvarez 90+1’                                               | Marcatori | 64’ Salazar |             |                       |

| La Plata 10 gennaio 2021, ore 21:30 UTC-3 5ª giornata | Gimnasia (LP) | 0 – 1     | Atl. Tucumán | Stadio Juan Carmelo Zerillo |
| \| \| \| \| \| \| Marcatori \| 62’ Ortiz \|           |               |           |              |                             |
|                                                       |               |           |              |                             |
|                                                       | Marcatori     | 62’ Ortiz |              |                             |

### Finale
| San Juan 17 gennaio 2021, ore 22:10 UTC-3 | Banfield             | 1 – 1                                   | Boca Juniors | Stadio San Juan del Bicentenario |
| \| \| \| \| \| Lollo 90+5’ \| Marcatori \| 63’ Cardona \| \| Lollo Fontana Jorge Rodríguez Álvarez \| Tiri di rigore 3 – 5 \| Tévez Villa Salvio Izquierdoz Buffarini \| |                      |                                         |              |                                  |
| |                      |                                         |              |                                  |
| Lollo 90+5’ | Marcatori            | 63’ Cardona                             |              |                                  |
| Lollo Fontana Jorge Rodríguez Álvarez | Tiri di rigore 3 – 5 | Tévez Villa Salvio Izquierdoz Buffarini |              |                                  |

## Fase Complementación
Ogni gruppo è composto da tre squadre che si sono posizionate al terzo posto nella Fase Clasificación e tre classificatesi quarte. Le partite si disputano secondo il criterio del girone semplice all'italiana, ossia con gare di sola andata; le squadre terze classificate nelle rispettive zone disputeranno ciascuna tre partite casalinghe. In caso di arrivo di due o più squadre a pari punti, secondo l'articolo 2.3 del regolamento, la graduatoria verrà stilata in base ai seguenti criteri: (a) differenza reti generale; (b) reti realizzate in generale; (c) differenza reti negli scontri diretti; (d) reti realizzate negli scontri diretti.
La finale della Fase Complementación si disputerà in campo neutro tra le due squadre prime classificate di ciascun gruppo; se permarrà la parità al termine dei minuti regolamentari, si procederà ai calci di rigore per determinare la vincitrice.

### Gruppo A

#### Classifica
| Pos. | Squadra            | Pt | G | V | N | P | GF | GS | DR |
| ---- | ------------------ | -- | - | - | - | - | -- | -- | -- |
| 1.   | Rosario Central    | 10 | 5 | 3 | 1 | 1 | 10 | 4  | +6 |
| 2.   | Lanús              | 8  | 5 | 2 | 2 | 1 | 6  | 5  | +1 |
| 3.   | Defensa y Justicia | 8  | 5 | 2 | 2 | 1 | 10 | 10 | 0  |
| 4.   | Unión (SF)         | 7  | 5 | 2 | 1 | 2 | 9  | 8  | +1 |
| 5.   | Aldosivi           | 4  | 5 | 1 | 1 | 3 | 7  | 10 | -3 |
| 6.   | Patronato          | 4  | 5 | 1 | 1 | 3 | 4  | 9  | -5 |

#### Risultati
| Santa Fe 13 dicembre 2020, ore 17:10 UTC-3 1ª giornata                              | Unión (SF) | 1 – 3                               | Defensa y Justicia | Stadio 15 de Abril |
| \| \| \| \| \| Troyansky 41’ \| Marcatori \| 2’ Hachen 22’ Camacho 61’ Merentiel \| |            |                                     |                    |                    |
|                                                                                     |            |                                     |                    |                    |
| Troyansky 41’                                                                       | Marcatori  | 2’ Hachen 22’ Camacho 61’ Merentiel |                    |                    |

| Mar del Plata 13 dicembre 2020, ore 17:10 UTC-3 1ª giornata                | Aldosivi  | 1 – 2                        | Lanús | Stadio José María Minella |
| \| \| \| \| \| Rinaldi 90’ \| Marcatori \| 19’ Esquivel 70’ (rig.) Vera \| |           |                              |       |                           |
|                                                                            |           |                              |       |                           |
| Rinaldi 90’                                                                | Marcatori | 19’ Esquivel 70’ (rig.) Vera |       |                           |

| Rosario 14 dicembre 2020, ore 17:10 UTC-3 1ª giornata                       | Rosario Central | 4 – 0 | Patronato | Stadio Dr. Lisandro de la Torre |
| \| \| \| \| \| Marinelli 29’, 64’ Vecchio 58’ Zabala 87’ \| Marcatori \| \| |                 |       |           |                                 |
|                                                                             |                 |       |           |                                 |
| Marinelli 29’, 64’ Vecchio 58’ Zabala 87’                                   | Marcatori       |       |           |                                 |

| Paraná 19 dicembre 2020, ore 17:10 UTC-3 2ª giornata | Patronato | 0 – 1       | Aldosivi | Stadio Presbítero Bartolomé Grella |
| \| \| \| \| \| \| Marcatori \| 62’ Andrada \|        |           |             |          |                                    |
|                                                      |           |             |          |                                    |
|                                                      | Marcatori | 62’ Andrada |          |                                    |

| Lanús 20 dicembre 2020, ore 17:10 UTC-3 2ª giornata         | Lanús     | 1 – 1         | Defensa y Justicia | Stadio Ciudad de Lanús-Néstor Díaz Pérez |
| \| \| \| \| \| Thaller 13’ \| Marcatori \| 43’ Merentiel \| |           |               |                    |                                          |
|                                                             |           |               |                    |                                          |
| Thaller 13’                                                 | Marcatori | 43’ Merentiel |                    |                                          |

| Rosario 21 dicembre 2020, ore 19:20 UTC-3 2ª giornata                                   | Rosario Central | 2 – 2                   | Unión (SF) | Stadio Dr. Lisandro de la Torre |
| \| \| \| \| \| Nani 22’ (aut.) Marinelli 38’ \| Marcatori \| 6’ González 76’ Cabrera \| |                 |                         |            |                                 |
|                                                                                         |                 |                         |            |                                 |
| Nani 22’ (aut.) Marinelli 38’                                                           | Marcatori       | 6’ González 76’ Cabrera |            |                                 |

| Florencio Varela 27 dicembre 2020, ore 17:10 UTC-3 3ª giornata       | Defensa y Justicia | 2 – 1          | Patronato | Stadio Norberto Tomaghello |
| \| \| \| \| \| Leguizamón 10’, 17’ \| Marcatori \| 28’ Pastorelli \| |                    |                |           |                            |
|                                                                      |                    |                |           |                            |
| Leguizamón 10’, 17’                                                  | Marcatori          | 28’ Pastorelli |           |                            |

| Mar del Plata 29 dicembre 2020, ore 17:10 UTC-3 3ª giornata | Aldosivi  | 0 – 1         | Rosario Central | Stadio José María Minella |
| \| \| \| \| \| \| Marcatori \| 16’ Marinelli \|             |           |               |                 |                           |
|                                                             |           |               |                 |                           |
|                                                             | Marcatori | 16’ Marinelli |                 |                           |

| Santa Fe 29 dicembre 2020, ore 19:20 UTC-3 3ª giornata     | Unión (SF) | 2 – 0 | Lanús | Stadio 15 de Abril |
| \| \| \| \| \| Márquez 28’ González 50’ \| Marcatori \| \| |            |       |       |                    |
|                                                            |            |       |       |                    |
| Márquez 28’ González 50’                                   | Marcatori  |       |       |                    |

| Rosario 2 gennaio 2021, ore 17:30 UTC-3 4ª giornata                            | Rosario Central | 3 – 0 | Defensa y Justicia | Stadio Dr. Lisandro de la Torre |
| \| \| \| \| \| Laso 45+3’ Vecchio 66’ (rig.) Lo Celso 90+5’ \| Marcatori \| \| |                 |       |                    |                                 |
|                                                                                |                 |       |                    |                                 |
| Laso 45+3’ Vecchio 66’ (rig.) Lo Celso 90+5’                                   | Marcatori       |       |                    |                                 |

| Paraná 3 gennaio 2021, ore 19:20 UTC-3 4ª giornata     | Patronato | 1 – 1      | Lanús | Stadio Presbítero Bartolomé Grella |
| \| \| \| \| \| Arias 89’ \| Marcatori \| 75’ Lodico \| |           |            |       |                                    |
|                                                        |           |            |       |                                    |
| Arias 89’                                              | Marcatori | 75’ Lodico |       |                                    |

| Mar del Plata 4 gennaio 2021, ore 17:10 UTC-3 4ª giornata                                | Aldosivi  | 1 – 3                                 | Unión (SF) | Stadio José María Minella |
| \| \| \| \| \| Grahl 78’ (rig.) \| Marcatori \| 5’ Luna Diale 81’ Cañete 90+3’ García \| |           |                                       |            |                           |
|                                                                                          |           |                                       |            |                           |
| Grahl 78’ (rig.)                                                                         | Marcatori | 5’ Luna Diale 81’ Cañete 90+3’ García |            |                           |

| Santa Fe 9 gennaio 2021, ore 17:10 UTC-3 5ª giornata                           | Unión (SF) | 1 – 2                         | Patronato | Stadio 15 de Abril |
| \| \| \| \| \| Luna Diale 13’ \| Marcatori \| 10’ Canto 32’ (aut.) Calderón \| |            |                               |           |                    |
|                                                                                |            |                               |           |                    |
| Luna Diale 13’                                                                 | Marcatori  | 10’ Canto 32’ (aut.) Calderón |           |                    |

| Lanús 9 gennaio 2021, ore 17:10 UTC-3 5ª giornata      | Lanús     | 2 – 0 | Rosario Central | Stadio Ciudad de Lanús-Néstor Díaz Pérez |
| \| \| \| \| \| Orozco 10’ López 29’ \| Marcatori \| \| |           |       |                 |                                          |
|                                                        |           |       |                 |                                          |
| Orozco 10’ López 29’                                   | Marcatori |       |                 |                                          |

| Florencio Varela 14 gennaio 2021, ore 17:45 UTC-3 5ª giornata                                                 | Defensa y Justicia | 4 – 4                                   | Aldosivi | Stadio Norberto Tomaghello |
| \| \| \| \| \| Merentiel 34’, 44’, 53’ Camacho 43’ \| Marcatori \| 22’ López 25’ Braida 74’, 86’ Contreras \| |                    |                                         |          |                            |
| |                    |                                         |          |                            |
| Merentiel 34’, 44’, 53’ Camacho 43’                                                                           | Marcatori          | 22’ López 25’ Braida 74’, 86’ Contreras |          |                            |

### Gruppo B

#### Classifica
| Pos. | Squadra               | Pt | G | V | N | P | GF | GS | DR |
| ---- | --------------------- | -- | - | - | - | - | -- | -- | -- |
| 1.   | Vélez Sarsfield       | 12 | 5 | 4 | 0 | 1 | 10 | 6  | +4 |
| 2.   | Newell's Old Boys     | 9  | 5 | 3 | 0 | 2 | 8  | 5  | +3 |
| 3.   | Racing Club           | 8  | 5 | 2 | 2 | 1 | 13 | 7  | +6 |
| 4.   | Central Córdoba (SdE) | 5  | 5 | 1 | 2 | 2 | 6  | 9  | -3 |
| 5.   | Estudiantes (LP)      | 4  | 5 | 1 | 1 | 3 | 5  | 7  | -2 |
| 6.   | Godoy Cruz            | 4  | 5 | 1 | 1 | 3 | 5  | 13 | -8 |

#### Risultati
| Buenos Aires 11 dicembre 2020, ore 21:10 UTC-3 1ª giornata            | Vélez Sarsfield | 2 – 1      | Racing Club | Stadio José Amalfitani |
| \| \| \| \| \| Tarragona 88’ Janson 89’ \| Marcatori \| 80’ Banega \| |                 |            |             |                        |
|                                                                       |                 |            |             |                        |
| Tarragona 88’ Janson 89’                                              | Marcatori       | 80’ Banega |             |                        |

| Rosario 12 dicembre 2020, ore 17:10 UTC-3 1ª giornata | Newell's Old Boys | 1 – 0 | Estudiantes (LP) | Stadio Marcelo Bielsa |
| \| \| \| \| \| Cacciabue 22’ \| Marcatori \| \|       |                   |       |                  |                       |
|                                                       |                   |       |                  |                       |
| Cacciabue 22’                                         | Marcatori         |       |                  |                       |

| Santiago del Estero 14 dicembre 2020, ore 19:20 UTC-3 1ª giornata | Central Córdoba (SdE) | 1 – 1     | Godoy Cruz | Stadio Alfredo Terrera |
| \| \| \| \| \| Vera Oviedo 40’ \| Marcatori \| 43’ Ojeda \|       |                       |           |            |                        |
|                                                                   |                       |           |            |                        |
| Vera Oviedo 40’                                                   | Marcatori             | 43’ Ojeda |            |                        |

| Mendoza 19 dicembre 2020, ore 17:10 UTC-3 2ª giornata                                   | Godoy Cruz | 0 – 3                                                 | Newell's Old Boys | Stadio Malvinas Argentinas |
| \| \| \| \| \| \| Marcatori \| 23’ M. Rodríguez 36’ (aut.) Badaloni 62’ A. Rodríguez \| |            |                                                       |                   |                            |
|                                                                                         |            |                                                       |                   |                            |
|                                                                                         | Marcatori  | 23’ M. Rodríguez 36’ (aut.) Badaloni 62’ A. Rodríguez |                   |                            |

| La Plata 20 dicembre 2020, ore 19:20 UTC-3 2ª giornata | Estudiantes (LP) | 1 – 1      | Racing Club | Stadio Jorge Luis Hirschi |
| \| \| \| \| \| Díaz 65’ \| Marcatori \| 25’ Solari \|  |                  |            |             |                           |
|                                                        |                  |            |             |                           |
| Díaz 65’                                               | Marcatori        | 25’ Solari |             |                           |

| Santiago del Estero 21 dicembre 2020, ore 19:20 UTC-3 2ª giornata | Central Córdoba (SdE) | 0 – 2                      | Vélez Sarsfield | Stadio Alfredo Terrera |
| \| \| \| \| \| \| Marcatori \| 4’ Álvarez 90+2’ Tarragona \|      |                       |                            |                 |                        |
|                                                                   |                       |                            |                 |                        |
|                                                                   | Marcatori             | 4’ Álvarez 90+2’ Tarragona |                 |                        |

| Avellaneda 27 dicembre 2020, ore 17:10 UTC-3 3ª giornata                                         | Racing Club | 6 – 1       | Godoy Cruz | Stadio Juan Domingo Perón |
| \| \| \| \| \| Rojas 50’, 83’ Melgarejo 56’, 70’, 76’ Fértoli 88’ \| Marcatori \| 5’ Ulariaga \| |             |             |            |                           |
|                                                                                                  |             |             |            |                           |
| Rojas 50’, 83’ Melgarejo 56’, 70’, 76’ Fértoli 88’                                               | Marcatori   | 5’ Ulariaga |            |                           |

| Buenos Aires 28 dicembre 2020, ore 19:20 UTC-3 3ª giornata                                              | Vélez Sarsfield | 2 – 3                                        | Estudiantes (LP) | Stadio José Amalfitani |
| \| \| \| \| \| Tarragona 6’ Álvarez 40’ \| Marcatori \| 17’ García 37’ (aut.) Gianetti 45’ Rodríguez \| |                 |                                              |                  |                        |
| |                 |                                              |                  |                        |
| Tarragona 6’ Álvarez 40’                                                                                | Marcatori       | 17’ García 37’ (aut.) Gianetti 45’ Rodríguez |                  |                        |

| Rosario 28 dicembre 2020, ore 17:10 UTC-3 3ª giornata                               | Newell's Old Boys | 3 – 1     | Central Córdoba (SdE) | Stadio Marcelo Bielsa |
| \| \| \| \| \| Palacios 50’ Vega 80’ (aut.) Sforza 90’ \| Marcatori \| 68’ Riaño \| |                   |           |                       |                       |
|                                                                                     |                   |           |                       |                       |
| Palacios 50’ Vega 80’ (aut.) Sforza 90’                                             | Marcatori         | 68’ Riaño |                       |                       |

| Rosario 3 gennaio 2021, ore 19:20 UTC-3 4ª giornata | Newell's Old Boys | 0 – 1        | Vélez Sarsfield | Stadio Marcelo Bielsa |
| \| \| \| \| \| \| Marcatori \| 75’ Brizuela \|      |                   |              |                 |                       |
|                                                     |                   |              |                 |                       |
|                                                     | Marcatori         | 75’ Brizuela |                 |                       |

| Santiago del Estero 3 gennaio 2021, ore 21:30 UTC-3 4ª giornata                | Central Córdoba (SdE) | 2 – 2                   | Racing Club | Stadio Alfredo Terrera |
| \| \| \| \| \| Rosales 9’ Ribas 65’ \| Marcatori \| 17’ Rojas 46’ Melgarejo \| |                       |                         |             |                        |
|                                                                                |                       |                         |             |                        |
| Rosales 9’ Ribas 65’                                                           | Marcatori             | 17’ Rojas 46’ Melgarejo |             |                        |

| Mendoza 5 gennaio 2021, ore 19:20 UTC-3 4ª giornata | Godoy Cruz | 1 – 0 | Estudiantes (LP) | Stadio Malvinas Argentinas |
| \| \| \| \| \| Badaloni 19’ \| Marcatori \| \|      |            |       |                  |                            |
|                                                     |            |       |                  |                            |
| Badaloni 19’                                        | Marcatori  |       |                  |                            |

| Buenos Aires 9 gennaio 2021, ore 19:20 UTC-3 5ª giornata                                                | Vélez Sarsfield | 3 – 2                         | Godoy Cruz | Stadio José Amalfitani |
| \| \| \| \| \| Lucero 13’ De La Fuente 45+3’ Mulet 64’ \| Marcatori \| 16’ Ojeda 62’ (rig.) González \| |                 |                               |            |                        |
| |                 |                               |            |                        |
| Lucero 13’ De La Fuente 45+3’ Mulet 64’                                                                 | Marcatori       | 16’ Ojeda 62’ (rig.) González |            |                        |

| Avellaneda 9 gennaio 2021, ore 19:20 UTC-3 5ª giornata                    | Racing Club | 3 – 1        | Newell's Old Boys | Stadio Juan Domingo Perón |
| \| \| \| \| \| Fértoli 37’, 41’ López 83’ \| Marcatori \| 29’ Palacios \| |             |              |                   |                           |
|                                                                           |             |              |                   |                           |
| Fértoli 37’, 41’ López 83’                                                | Marcatori   | 29’ Palacios |                   |                           |

| La Plata 11 gennaio 2021, ore 21:30 UTC-3 5ª giornata                     | Estudiantes (LP) | 1 – 2                    | Central Córdoba (SdE) | Stadio Jorge Luis Hirschi |
| \| \| \| \| \| Cauteruccio 8’ \| Marcatori \| 61’ Argañaraz 90+3’ Vega \| |                  |                          |                       |                           |
|                                                                           |                  |                          |                       |                           |
| Cauteruccio 8’                                                            | Marcatori        | 61’ Argañaraz 90+3’ Vega |                       |                           |

### Finale
| San Juan 16 gennaio 2021, ore 22:10 UTC-3                                                          | Rosario Central | 1 – 3                                              | Vélez Sarsfield | Stadio San Juan del Bicentenario |
| \| \| \| \| \| Marinelli 25’ \| Marcatori \| 9’ (rig.) Centurión 80’ (rig.) Almada 90+2’ Monzón \| |                 |                                                    |                 |                                  |
| |                 |                                                    |                 |                                  |
| Marinelli 25’                                                                                      | Marcatori       | 9’ (rig.) Centurión 80’ (rig.) Almada 90+2’ Monzón |                 |                                  |

### Qualificazione alla Copa Sudamericana 2022
La vincitrice della finale della Fase Complementación disputerà una partita contro la finalista perdente della finale della Fase Campeón in campo neutro per la qualificazione alla Copa Sudamericana 2022; se permarrà la parità al termine dei minuti regolamentari, si procederà ai calci di rigore per determinare la squadra qualificata.
| 1º aprile 2021, ore 22:15 UTC-3                                                     | Banfield  | 3 – 2                   | Vélez Sarsfield |  |
| \| \| \| \| \| Pons 14’, 22’ Cabrera 73’ \| Marcatori \| 27’ Janson 52’ Orellano \| |           |                         |                 |  |
|                                                                                     |           |                         |                 |  |
| Pons 14’, 22’ Cabrera 73’                                                           | Marcatori | 27’ Janson 52’ Orellano |                 |  |